# Déu hi fa més que nosaltres
Déu hi fa més que nosaltres és una comèdia en dos actes, original de Carles Soldevila, estrenada al teatre Romea de Barcelona, la nit del 21 de novembre de 1925.

## Repartiment de l'estrena
- Madrona Dolcet, mecanògrafa (25 anys): Maria Vila
- Nuri Dolcet, mecanògrafa (23 anys): Pepeta Fornés
- Maria, mares de les dues anteriors (45 anys): Maria Morera
- Cèsar Bonsoms (29 anys): Pius Daví
- Alcàntara (32 anys): Joaquim García-Parreño
- Dolcet, pare de les dues noies, betes i fils (55 anys): Domènec Aymerich
- Uriach, buròcrata (51 anys): Lluís Teixidor
- Director artístic: Joaquim Montero

## Edicions
- La Escena Catalana. any VIII (segona època). Barcelona, 5 de desembre de 1925. Núm. 192